# Алаїд (острів)

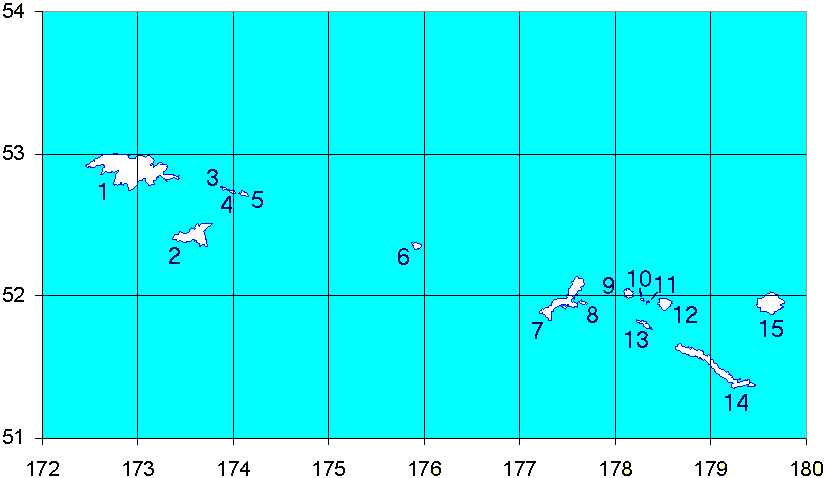
Західні Алеутські острови, Алаїд позначено цифрою 3.

Алаїд (Alaid Island, алеут. Igingiinax̂) — острів на крайньому західному кінці Алеутських островів (Аляска). Найзахідніший з островів Семічі, підгрупи Ближніх островів. Найвища точка острова на висоті 204 метри також є найвищою точкою на островах Семічі. На схід від Алаїда розташований острів Низький, з яким він з'єднаний тимчасовою косою. За 25 км на захід від острова лежить острів Атту. На острові функціонує метеорологічна станція. Постійного населення немає.
На Алаїді та Низькому гніздиться приблизно 1000 пар алеутської малої казарки (Branta hutchinsii leucopareia), підвиду малої казарки.

## Історія
Вперше згадується у 1852 році у записах російського капітана Михайла Тебенькова, який назвав острів Алаїдська Пупка. Таку назву він отримав за схожість з островом Алаїд на Курильських островах (тепер острів Атласова, Росія).

## Клімат
Середньорічна температура 7,8 °C. Середньомісячні температури січня -0,2 °С, серпня 10,0 °С змінюються незначно; в середньому лише 12 днів на рік температура вище 10 °C і лише 20 днів на рік нижче -3 °C. Середньорічна кількість опадів становить 77 см, снігу випадає до 185 см; крім 91 дня зі снігопадом, в середньому буває 224 дощових дні.